# In Mourning
In Mourning är ett svenskt progressivt (melodiskt) death metal-band från Vansbro. 
Efter att ha fått skivkontrakt med Aftermath Music släppte de debutskivan Shrouded Divine den 2 januari 2008. Deras andra album Monolith släpptes den 25 januari 2010 på Pulverised Records. Den 18 april 2012 släpptes deras tredje studioalbum The Weight of Oceans.

## Medlemmar
Nuvarande medlemmar
- Tobias Netzell – gitarr, sång (2000– )
- Björn Pettersson – gitarr (2005– )
- Tim Nedergård – gitarr (2006– )
- Sebastian Svalland – basgitarr (2018– )
- Joakim Strandberg-Nilsson – trummor (2018– )

Tidigare medlemmar
- Tommy Eriksson – gitarr (2000–2003)
- Christian Netzell – trummor (2000–2014)
- Jon Solander – gitarr, sång (2005–2006)
- Pierre Stam – basgitarr (2000–2017)
- Mattias Bender – trummor (2014)
- Daniel Liljekvist – trummor (2014–2018)

Turnerande medlemmar
- Mattias Bender – trummor (2014)

## Diskografi
Demo
- 2000 – In Mourning
- 2002 – Senseless
- 2003 – ........Need
- 2004 – Confessions of the Black Parasite
- 2006 – Grind Denial

Studioalbum
- 2008 – Shrouded Divine
- 2010 – Monolith
- 2012 – The Weight of Oceans
- 2016 – Afterglow
- 2019 – Garden of Storms

Annat
- 2018 – Korp (delad 10" vinyl: The Funeral Orchestra / In Mourning / Djevel / Kari Rueslåtten / Antimatter)